# Samurai Kid
Samurai Kid ou Shōnen Ninja Kaze no Fujimaru (少年忍者風のフジ丸, Fujimaru of the Wind), é uma série de anime produzida pela Toei Animation. Foram ao ar 65 episódios no Japão, de 7 de junho de 1964 até 31 de agosto de 1965. O anime conta a história de um aprendiz de ninja que pode controlar o vento. O anime era inspirado no mangá Kaze no Ishimaru de Sanpei Shirato e teve a participação do então desconhecido Hayao Miyazaki. No Brasil, o anime foi exibido entre 1970 e 1975 nas TVs Globo e Tupi.